# Голос Америки

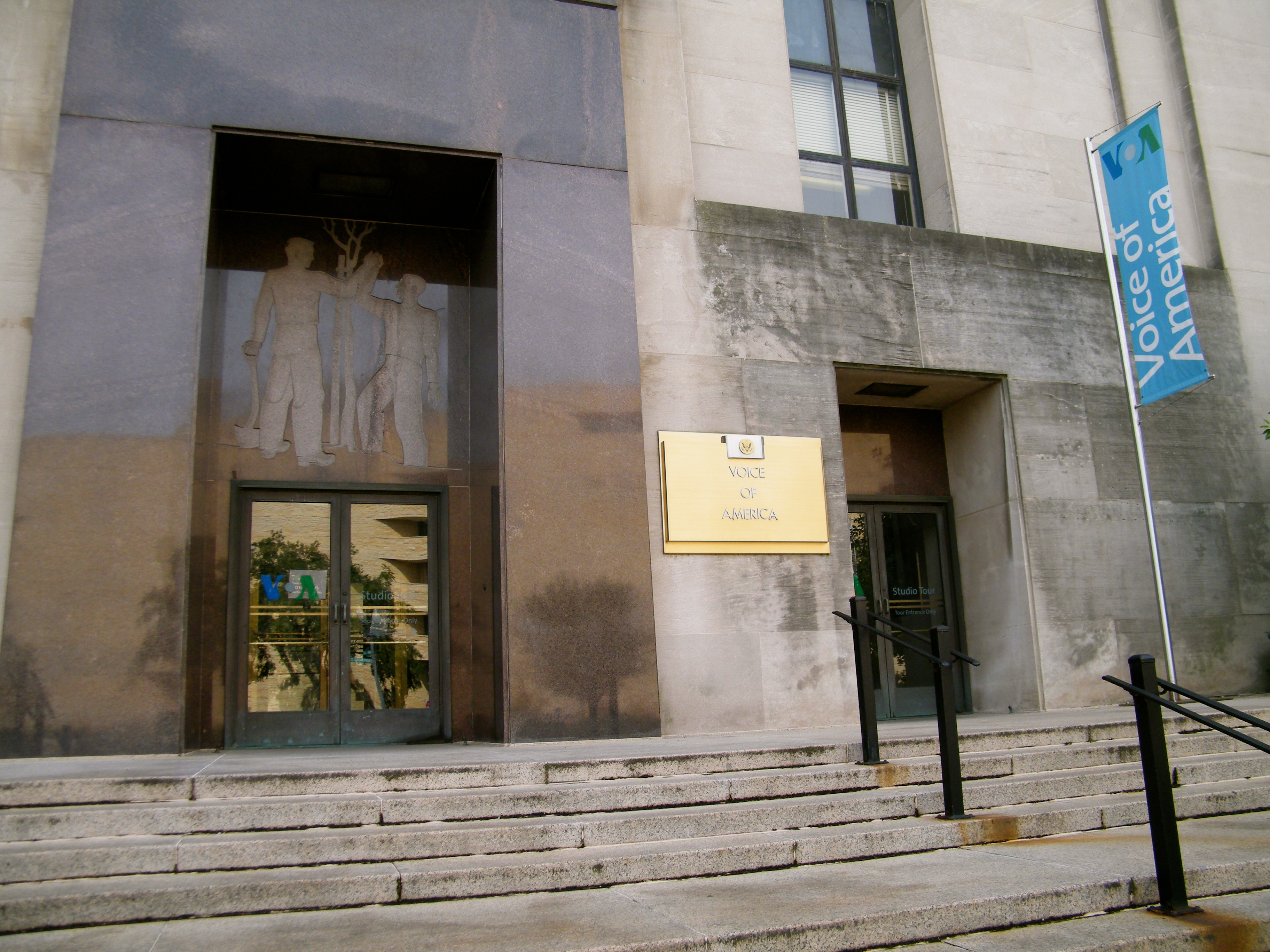
Офіс «Голоса Америки»

«Голос Америки» (англ. Voice of America, скор. VOA) — американська телерадіоорганізація зі штаб-квартирою у Вашингтоні (США), що веде мовлення 47 мовами, її щотижнева аудиторія складає 278 мільйонів людей. В основному в ефір виходять новини, інформаційні та культурні програми.
Деякі іноземні слухачі вважають, що «Голос Америки» є найкращим джерелом інформації, тоді як інші вважають її формою пропаганди й рупором уряду США.

## Історія організації
Радіостанція «Голос Америки» вперше вийшла в ефір 24 лютого 1942 року. «Ми будемо говорити про Америку і війну, новини можуть бути добрими чи поганими — ми будемо повідомляти вам правду», — такими словами радіостанція почала мовлення. «Голос Америки» створювався на противагу геббельсівській пропагандистській машині. За американськими законами державним радіостанціям забороняється здійснювати мовлення безпосередньо для американських громадян. Метою цього є спроба захистити громадян США від пропагандистських заяв свого власного уряду.

### Приватне короткохвильове радіомовлення в Америці
До Другої світової війни всі американські короткохвильові станції були в приватній власності. Найвідомішими з них були «Біла мережа» NBC, яка мовила шістьома мовами та латиноамериканська мережа CBS, яка складалась з 64 станцій, розташованих у 18 різних країнах. Експериментальне мовлення програм почалося в 1930-х роках, було задіяно менше, ніж 12 передавачів.
У 1939 році, Федеральна комісія зі зв'язку встановила наступну політику: Ліцензіат міжнародної мовної станції надає лише послуги міжнародного мовлення, яке відображатиме культуру цієї країни і яке сприятиме міжнародній добрій волі, взаєморозуміння і співпраці. Будь-яка програма, призначена виключно для і спрямована на аудієнцію в континентальній частині Сполучених Штатів, не відповідає вимогам, що висуваються до цієї служби.
Спостерігачі у Вашингтоні розуміли, що це політика задля добросусідства Держдепартаменту. Але багато з них визнали, що це була спроба прямої цензури.  
У 1940 році Управління координації Міжамериканських справ (Coordinator of inter-American Affairs, CIAA), почало свою діяльність разом із напівнезалежним агентством державного департаменту США на чолі з Нельсоном Рокфеллером. Короткохвильові сигнали в Латинську Америку вважалися життєво необхідними й мали велике значення у боротьбі з нацистською пропагандою. Спочатку, Управління координації інформації відправляли релізи кожній станції окремо, але згодом стало зрозуміло, що це неефективний засіб передачі новин.

### Друга світова війна
Ще до японського нападу на Перл-Гарбор, офіс уряду США Координатора Інформації вже розпочав надання військових новин і коментарів, комерційним американським короткохвильовим радіостанціям для використання на добровільній основі. Пряме мовлення програм почалося приблизно через сім тижнів після того, як США долучилась до Другої світової війни. Перша передача почалась з прямого ефіру з Німеччини, цей ефір мав назву Stimmen aus America («Голоси з Америки»), це було 1 лютого 1942 року. Під час ефіру було проголошено «Бойовий гімн Республіки», він містив у собі зобов'язання: «Сьогодні й кожен день з цього моменту ми будемо з вами, з Америки, щоб говорити про війну. Новини можуть бути хорошими чи поганими для нас, але ми завжди будемо казати вам правду». Франклін Делано Рузвельт, 32-й президент Сполучених Штатів схвалив цю трансляцію. Драматург Роберт Шервуд, який працював спічрайтером президента, придумав термін «The Voice Of America», щоб описати короткохвильову мережу, яка почала своє мовлення з 1 лютого, на 270 Медісон-Авеню в Нью-Йорку.
Управління Військовою Інформацією, яке було створено у середині 1942 року, офіційно співпрацювало з «Голосом Америки». Станція «Голос Америки» досягла угоди з британською мовною корпорацією, щоб останні поділилися середніми хвилями передавачів у Великій Британії, і дали змогу мовити в Тунісі, в Північній Африці, Палермо і Барі, та в Італії, коли союзники захопили в ці території. Управління Військовою Інформацією також налаштувати американські радіостанції в Європі.
Азійські передачі почались з одного передавача в Каліфорнії у 1941 році; послуги були розширені шляхом додавання передавачів на Гаваях, і після контрзахвату Філіппін.
Наприкінці війни «Голос Америки» мав 39 мовлень на 40 мовах. Програмування транслювалось з продюсерських центрів у Нью-Йорку і Сан-Франциско, з більш ніж 1000 програмами з Нью-Йорка. Мовлення складалось з музики, новин, коментарів.
Близько половини послуг «Голосу Америки», у тому числі Арабські Служби, були припинені в 1945 році. Наприкінці 1945 року «Голос Америки» було підпорядковано Держдепартаменту.

### Холодна війна
У 1947 році «Голос Америки» розпочав мовлення для радянських громадян російською мовою під приводом боротьби з «більш шкідливими примірниками радянської пропаганди, спрямованої проти американських лідерів і політики» з боку радянських ЗМІ, відповідно до трактату Джона Б. Вайтона — Пропаганда часів Холодної війни. Радянський Союз відповів тим, що почав «глушити» радіопередачі «Голосу Америки» 24 квітня 1949.
Чарльз Таєр очолив «Голос Америки» в 1948-49 роках.
Протягом наступних кількох років уряд США обговорив кращу роль для «Голосу Америки». Таке рішення було прийнято, щоб використовувати передачі «Голосу Америки» як частину своєї зовнішньої політики по боротьбі з пропагандою Радянського Союзу та інших країн.
Арабська служба відновила мовлення 1 січня 1950 року з півгодинною програмою. Ця програма збільшилась до 14,5 годин на день, за часів Суецької кризи 1956 року.
У 1952 році «Голос Америки» встановили студії й телецентр на борту переобладнаного катера берегової охорони США, який назвали «Кур'єр». Його цільовою аудиторією був Радянський Союз та інші члени Варшавського договору.
Управління Голосу Америки перейшло від Державного департаменту до Інформаційного Агентства США, яке створили в 1953 році, щоб мовити по всьому світу, в тому числі й у країнах за залізною завісою і в Китайській Народній Республіці (КНР).
У 1950-х і 1960-х роках «Голос Америки» транслював передачі Вілліса Коновера про американський джаз, який був дуже популярний у всьому світі. Наприклад, програма спрямована на Південну Африку в 1956 році, була в ефірі щоночі, поряд зі спеціальними програмами, такими як The Newport Jazz Festival. Це було зроблено у зв'язку з гастролями музикантів по США, таких як Діззі Гіллеспі, Луї Армстронг, Дюк Еллінгтон, ці гастролі спонсорувались Державним департаментом.
Протягом холодної війни багато з урядів країн, у яких відбувалось мовлення «Голосу Америки» почали спонсорувати процес «глушіння» цього мовлення. В 1956 році, Польська Народна Республіка зупинила «глушіння» «Голосу Америки», але Народна Республіка Болгарія продовжувала глушити сигнал аж до 1970-х. КНР глушила трансляцію «Голосу Америки» з 1956 року та аж до 1976 року. Девід Джексон, колишній директор Голосу Америки, зазначив: «Уряд Північної Кореї не глушив нас, але вони намагались тримати людей якомога далі від прослуховування „Голосу Америки“ за допомогою залякування або ще гірше, але люди знаходили способи, щоб слухати, попри труднощі. Вони дуже винахідливі …».
Протягом 1960-х і 1970-х років «Голос Америки» освітлював найважливіші новини епохи, наприклад промову Мартіна Лютера Кінга-молодшого — «Я маю мрію». Першу прогулянку Ніла Армстронга на Місяці. А під час Карибської кризи «Голос Америки» вів цілодобове мовлення іспанською мовою.
На початку 1980-х років «Голос Америки» витратив $1,3 млрд на програму з відновлення та поліпшення трансляції з кращими технічними можливостями. Крім того, в 1980-х роках «Голос Америки» увійшов на телебачення і транслював регіональні програми на Кубу, Радіо Марті й ТБ Марті. Куба намагалась глушити мовлення, але США протестували.
У вересні 1980 року «Голос Америки» розпочав мовлення в Афганістані мовою дарі та пушту. В 1982 році «Голос Америки» почав транслювати статті уряду США.
У 1985 році «Голос Америки Європа» створив спеціальний сервіс російською мовою, що передавався через супутник AM, FM і кабельному по всій Європі. Сервіс транслювався у сучасному форматі, DJ грали в прямому ефірі, були топи музичних хітів, а також новини «Голосу Америки» і локалізовані програми (наприклад, «EuroFax») цілодобово. «Голос Америки Європа» зупинив мовлення без попереднього повідомлення громадськості в січні 1997 року як захід зменшення витрат. Транслювання відновилось у проєкті «Голос Америки Express» з 4 липня 1999, який потім став «Голосом Америки Music Mix». З 1 листопада 2014 транслюється «Голос Америки 1» (який є ребрендингом «Голосу Америки Music Mix»).
У 1989 році «Голос Америки» почав транслюватись мандаринською та кантонською мовами для інформування мільйонів китайців про демократичний рух в країні, в тому числі про демонстрації на площі Тяньяньмень.
Починаючи з 1990 року, США зміцнили міжнародне мовлення, коли створили Бюро Мовлення.

### Після холодної війни
Після розпаду радянського блоку у Східній Європі, «Голос Америки» додає багато мовних послуг, щоб впливати на ці регіони. За десятиріччя почали мовити багатьма мовами: тибетською, курдською (Іран і Ірак), хорватською, сербською, боснійською, македонською і рунді. У 1993 році адміністрація Клінтона радить урізати фінансування Радіо Вільна Європа / Радіо Свобода, оскільки після холодної інформаційної війни її вплив більше не потрібен в Європі. Цю ідею прийняли дуже холодно і тоді Клінтон запропонував компроміс — Закон про міжнародне мовлення. Була створена Рада Керування Телерадіомовленням, яка взяла під контроль Раду Міжнародних Мовників, яка раніше фінансувала Радіо Вільна Європа/Радіо Свобода.
У 1994 році президент Клінтон підписав Закон про міжнародне мовлення. Цей закон встановив, що Бюро Міжнародного Мовлення стає частиною Інформаційного Агентства.
У 1994 році «Голос Америки» став першою телерадіомовною службою новин, яка постійно оновлює програми в Інтернеті.

### Телеканал «Настоящее время»
Настоящее Время — медіапроєкт «Радіо Свобода» в партнерстві з «Голосом Америки». Медіапроєкт почав свою роботу в жовтні 2014 року, з однойменною вечірньою передачею та запуском сайту currenttime.tv.
В березні 2016 року «Настоящее время» почав тестове мовлення однойменного телеканалу на супутнику Eutelsat Hot Bird 13B, а трохи пізніше і на сайті «Настоящего врємєні».
3 жовтня 2016 року телеканал почав повноцінне мовлення з запуском вечірнього блоку програм по буднях. 
Підпорядкованість організації
«Голос Америки» був частиною декількох агентств. З моменту свого заснування в 1942 році, до 1945 року, він був частиною Управління Військової Інформації, а потім з 1945 по 1953 рік, як функція Державного Департаменту. «Голос Америки» був частиною Інформаційного Агентства США в 1953 році. Коли Інформаційне Агентство США було скасоване в 1999 році, «Голос Америки» був поміщений в Раду Керування Мовленням.

### Скорочення мовлення та штату
Арабська служба мовлення була скорочена у 2002 році й замінена новою структурою для мовлення на Близький Схід, Радіо Сава, з початковим бюджетом у $22 млн. Радіо Сава транслювало в основному західні й близькосхідні популярні пісні з періодичними короткими інформаційними вставками.
У 2004 році, Всесвітня мережа, супутникове телебачення, були об'єднані в «Голос Америки».
У вересні 2008 року, в «Голосі Америки» ліквідували службу новин мовою гінді, яка пропрацювала 53 роки. Ще раніше, у липні з мовлення пішли радіопрограми російською. Така ж доля чекала на передачі українською, сербською, македонською та боснійською. Ці скорочення були частиною американського проєкту зі збільшення ресурсів задля мовлення в мусульманському світі.
Оскільки американські інтереси в Південному Судані виросли, у вересні 2010 року «Голос Америки» розпочав мовлення і там, щоб надати безплатну інформацію людям.
У 2013 році «Голос Америки» закінчив мовлення на коротких хвилях і середніх хвилях в Албанії, Грузії, Ірані та Латинської Америки, а також на Близькому Сході та в Афганістані. Це було зроблено у зв'язку зі скороченням бюджету.
Станом на 1 липня 2014 «Голос Америки» скоротив більшу частину своїх передач англійською на коротких хвилях в Азії. Скоротив також короткохвильове мовлення азербайджанською, бенгалі, кхмерською, курдською, лао й узбецькою. 11 серпня 2014 року, після 72 років в ефірі закрилась і грецька служба «Голосу Америки».

### Ставлення і кадрові зміни за часів президента Трампа
У квітні 2020 року спочатку Президент США Дональд Трамп (у своїх промовах), а згодом і американська адміністрація (в офіційній заяві) критикували «Голос Америки» за нібито «підтримку противників США, зокрема — Китаю та його пропаганди щодо коронавірусу COVID-19». Міжнародний комітет із захисту журналістів заявив, що здивований такою позицією Білого дому, і що Білий дім атакує «Голос Америки», який має традицію висвітлювати історії, що кидають виклики розповідям авторитарних режимів у всьому світі».
У червні 2020 року через призначення адміністрацією Трампа нового виконавчого директора головної організації «Голосу Америки», Майкла Пека, подали у відставку директорка «Голосу Америки» Аманда Беннетт та її головна заступниця Сандра Сугавара. У пресі це пояснювали тим, що Пек є «партнером одного з найбільш завзятих прихильників Трампа, колишнього головного стратега Білого дому Стівена Бенона». Після цього Агентство США із глобальних медіа почало масову перевірку робочих віз співробітників «Голосу Америки», які є іноземними громадянами. За повідомленням самого ЗМІ, багатьом із них візи можуть не подовжити.

### Криза в «Голосі Америки» (2025)
В березні значна кількість співробітників «Голосу Америки» були відправлені в адміністративну відпустку без права доступу до мейлів та виконання роботи, що формує діяльність цього міжнародного мовника. Про це повідомили низка американських видань, зазначаючи, що масштаб відсторонень до кінця не зрозумілий.
Зокрема, агентство Reuters підтвердило, що декілька працівників «Голосу Америки» надіслали агентству копію електронного листа, в якому їх повідомили про негайне відправлення у відпустку з повним збереженням заробітної плати та пільг «до особливого розпорядження».
В електронних листах, надісланих керівником відділу кадрів Агентства глобальних медіа США (USAGM), материнського агентства «Голосу Америки», їм було наказано не заходити в робочі приміщення і не мати доступу до внутрішніх систем. Агентство не змогло отримати офіційні коментарі з цього приводу.
14 березня, президент США Дональд Трамп підписав Указ про ліквідацію семи федеральних агентств, зокрема Агентства глобальних медіа США (USAGM), яке керувало «Радіо Свобода» та «Голосом Америки». 
16 березня Українська служба "Голосу Америки" призупинила мовлення. Всіх працівників відправили в адміністративну відпустку, — про це повідомив керівник Української служби "Голосу Америки" Руслан Петричка. Того ж дня, керівництво Агентства глобальних медіа США  (USAGM) повідомило, що агенція буде «реорганізована» і зменшена в розмірах.
Ввечері 2 травня працівники «Голосу Америки», які перебували у вимушеній відпустці через припинення фінансування, знову отримали доступ до внутрішніх мереж. На їхні електронні пошти надійшов лист від керівників Агентства глобальних медіа США про «наступні кроки».
В окремому листуванні керівництво зазначило, що USAGM очікувало відновити роботу «Голосу Америки» вже наступного тижня. Проте 4 травня, Апеляційний суд США заблокував рішення USAGM про відновлення роботи «Голосу Америки».
28 травня, згідно повідомлення видання Politico, всі 800 штатних співробітників новинної мережі «Голосу Америки» протягом поточного тижня  очікують отримати повідомлення про своє звільнення.

## Закони

### Закон Сміта-Мундта
Відповідно до статті 501 Закону Сміта-Мундта 1948, «Голосу Америки» було заборонено транслювати свої передачі для американських громадян до 2013 року, коли старий закон модернізували в рамках Закону про національну оборону 2013 року. За мету закону в 1948 році ставили захист американської громадськості від пропагандистських заходів від власного уряду.

### Внутрішня політика

#### Статут «Голосу Америки»
При адміністрації Ейзенхауера в 1959, директор «Голосу Америки» Гарі Луміс подав формальну заяву, щодо принципів захисту цілісності мовлення «Голосу Америки». 12 липня 1976 принципи були затверджені президентом Джеральдом Фордом. Йде мова: Інтереси Сполучених Штатів подаються через радіо різним народам світу. Щоб бути ефективним, «Голос Америки» повинен завоювати увагу і повагу слухачів. Таким чином, ці принципи будуть управляти мовлення «Голосу Америки».
1. «Голос Америки» буде черпати новини тільки із надійного й авторитетного джерела. Новини «Голосу Америки» будуть точними, об'єктивними, і всеосяжними.
2. «Голос Америки» представлятиме Америку, а не який-небудь один сегмент американського суспільства, і, отже, буде представляти збалансовану і всеосяжну проєкцію значної американської думки та установ.
3. «Голос Америки» представить політику Сполучених Штатів чітко й ефективно, а також представлятиме відповідальні дискусії та думку про цю політику.

#### Правило щодо «двох джерел»
За словами колишнього кореспондента «Голосу Америки» Алана Хейла, внутрішня політика така, що будь-яка історія повинна мати два незалежних джерела, або джерелом стає співробітник, який був свідком події.

## Відділ новин
Голос центральної редакції Америки має сотні журналістів і десятки штатних вітчизняних та іноземних кореспондентів, які є співробітниками уряду США або виплачених підрядниками. Вони доповнені сотнями контрактних кореспондентів і стрингерів по всьому світу, які подають інформацію англійською мовою або однією з інших мов радіо- і телевізійного мовлення «Голосу Америки».
Наприкінці 2005 року «Голос Америки» запускає проєкт «віртуального офісу» в Гонконзі, де журналісти в нічну зміну писали новини для Гонконгу, знаходячись у Вашингтоні. Цей проєкт був закритий на початку 2008 року.

## Короткохвильові частоти
У грудні 2014 року, число передавачів і частот, що використовуються «Голосом Америки» були значно скорочені. «Голос Америки» раніше використовував короткохвильові передачі для покриття деяких областей Африки та Азії. Короткохвильове мовлення раніше робилось наступними мовами: афан, оромо, амхарською, кантонською, китайською, англійською, індонезійською, корейською та суахілі.

## Мови
«Голос Америки» веде мовлення 45 мовами (мовами, відмічених *, ведеться також телетрансляція):
| - Азербайджанська мова * - Албанська мова * - Амхарська мова - Англійська мова * (У тому числі спеціальною спрощеною англійською) - Вірменська мова * - Бенгальська мова * - Бірманська мова - Боснійська мова * - В'єтнамська мова - Грецька мова * - Грузинська мова - Дарі * - Індонезійська мова * - Іспанська мова * - Кантонський діалект * | - Кіньяруанда - Кірунді - Китайська мова * - Корейська мова - Креольська мова - Курдська мова - Кхмерська мова - Лаоська мова - Македонська мова * - Ндебеле - Оромо - Перська * - Португальська мова - Пушту * - Російська мова * - Сербська мова * | - Сомалійська мова - Суахілі - Тайська мова - Тибетська мова * - Тигрінья - Турецька мова * - Узбецька мова * - Українська мова * - Урду * - Французька мова * - Хауса - Хінді * - Хорватська мова * - Шонська мова |

Число мов мовлення та кількість годин мовлення  кожною мовою варіюються залежно від пріоритетів уряду Сполучених Штатів і ситуації у світі. У 2001 році відповідно до інформаційного бюлетеня Міжнародного бюро з телерадіомовлення (IBB) «Голос Америки» транслювався 53 мовами, у тому числі 12 по телебаченню. Наприклад, у липні 2007 року «Голос Америки» додав 30 хвилин щоденного мовлення по сомалійському радіо.

## Мовлення українською

### Радіомовлення (1949—2008 роки)
12 грудня 1949 року «Голос Америки» розпочав мовлення українською на коротких хвилях. Тоді колектив служби мав 9 працівників, першим директором Української служби став відомий український громадський діяч, вчений та публіцист, колишній міністр освіти УНР Никифор (Никифір) Григоріїв. Основні теми, які висвітлювала Українська служба в роки «холодної війни»: ситуація в УРСР щодо дотримання прав людини, економічна та національна політика, поточні події в США, міжнародне становище та основні події в українській діаспорі в різних країнах світу, її реакція на ситуацію в УРСР та СРСР в цілому. Значна увага приділялася висвітленню історії України, її національно-визвольному руху, його видатним представникам, постатям культури та науки, а також злочинам московської влади проти українського народу — Голодомор, знищення української інтелігенції, колективізація тощо. В пік холодної війни Українська служба Голосу Америки транслювала по 5 годин радіопрограм на добу, включно з однією годиною для Далекого Сходу РРФСР.
В середині 1992 року, згідно з угодою з Національною радіокомпанією України, крім на коротких хвилях, «Голос Америки» розпочав мовлення також у внутрішньому радіоефірі України i водночас відкриває корпункт у Києві. В січні 1993 року українське державне телебачення розпочинає трансляцію щотижневого тележурналу Голосу Америки «Вікно в Америку». У грудні 1999 року «Голос Америки» створив мережу власних кореспондентів в Україні. У грудні 2004 року, після низки прямих включень з «5-им каналом» під час Помаранчевої революції, дебютує щоденна телепрограма новин Голосу Америки «Час-Time». Крім цього, «Голос Америки» проводив регулярні та спеціальні прямі ефіри з різними телеканалами в Україні. Загалом «Голос Америки» щотижня транслював  понад три години телепрограм української мовою.
31 грудня 2008 року, після понад 59-ти років в ефірі, «Голос Америки» припинив радіомовлення українською.

### Мультимедійна платформа
Зараз українська мовна служба «Голосу Америки» створює новинні повідомлення для україномовної новинної стрічки на сайті holosus.us / ukrainian.voanews.com та щоденні та щотижневі телевізійні програми та сюжети, які розміщуються як на Yotube, так і в ефірі українських національних телемовників (в разні часи партнерами були Телеканал 24, УТ-1/Перший національний/UA: Перший, ICTV, 5 канал, espreso.tv, 1+1, hromadske.ua, Тоніс тощо). Серед україномовних телепрограм VoA: Прайм-тайм (вересень 2015-квітень 2017), Погляд з Вашингтона (2019), зараз транслюються передачі Час-Time (15 хв. на добу), Студія Вашингтон (5 хв. на добу, з 23 травня 2014-31 травня 2019 року велася російською мовою) та Вікно в Америку (20 хв. раз на два тижні)
Керівники й журналісти української редакції
Керівники української служби VOA:
- Никифор (Никифір) Григоріїв (1949—1953)
- Євгенія Залевська (1953—1955)
- Володимир Кедровський (1955—1963)
- Дмитро Корбутяк (1963—1964)
- Михайло Терпак (1964—1977)
- Оксана Драган (1977—1988)
- Микола Француженко (1988—1991)
- Володимир Біляїв (1991—1998)
- Лідія Рудинс (1999—2005)
- Адріян Кармазин (2005—2015)
- Мирослава Ґонґадзе (з 2015)

Журналісти та телеведучі: Юрій Кравців, Роман Ференцевич, Юрій Саєвич, Руслан Петричка, Остап Яриш‎, Катерина Лісунова, тощо.